# Василиос Карамузис
Василиос Карамузис (на гръцки: Βασίλειος Καραμούζης) е гръцки военен и революционер, деец на Гръцката въоръжена пропаганда в Македония от началото на XX век.

## Биография
Василиос Карамузис е роден на полуостров Мани. Служи като капитан на кораб под турски флаг, с който пренася оръжие, боеприпаси и кореспонденция на гръцката пропаганда в Македония. През 1912 година служи като флагман на броненосеца „Аверов“ и участва в морските битки при Ели (3 декември 1912), Лемнос и Тенедос (8 януари 1913). Награден е два пъти с военни медали - през 1914 и 1920 година.